# Virgen del Rosario
Nuestra Señora del Rosario, María Santísima del Rosario ó Virgen del Rosario es una advocación de María venerada por la Iglesia católica, que celebra el 7 de octubre la fiesta de la Bienaventurada Virgen María del Santísimo Rosario. Es Patrona de la Orden de Predicadores, de Colombia y de la Unidad Militar de Emergencias (UME) de España. Patrona de la Diócesis de Jujuy (Argentina) con coronación pontificia en 1920 y Patrona del Ejército del Norte  desde 1812.

## Historia (origen)

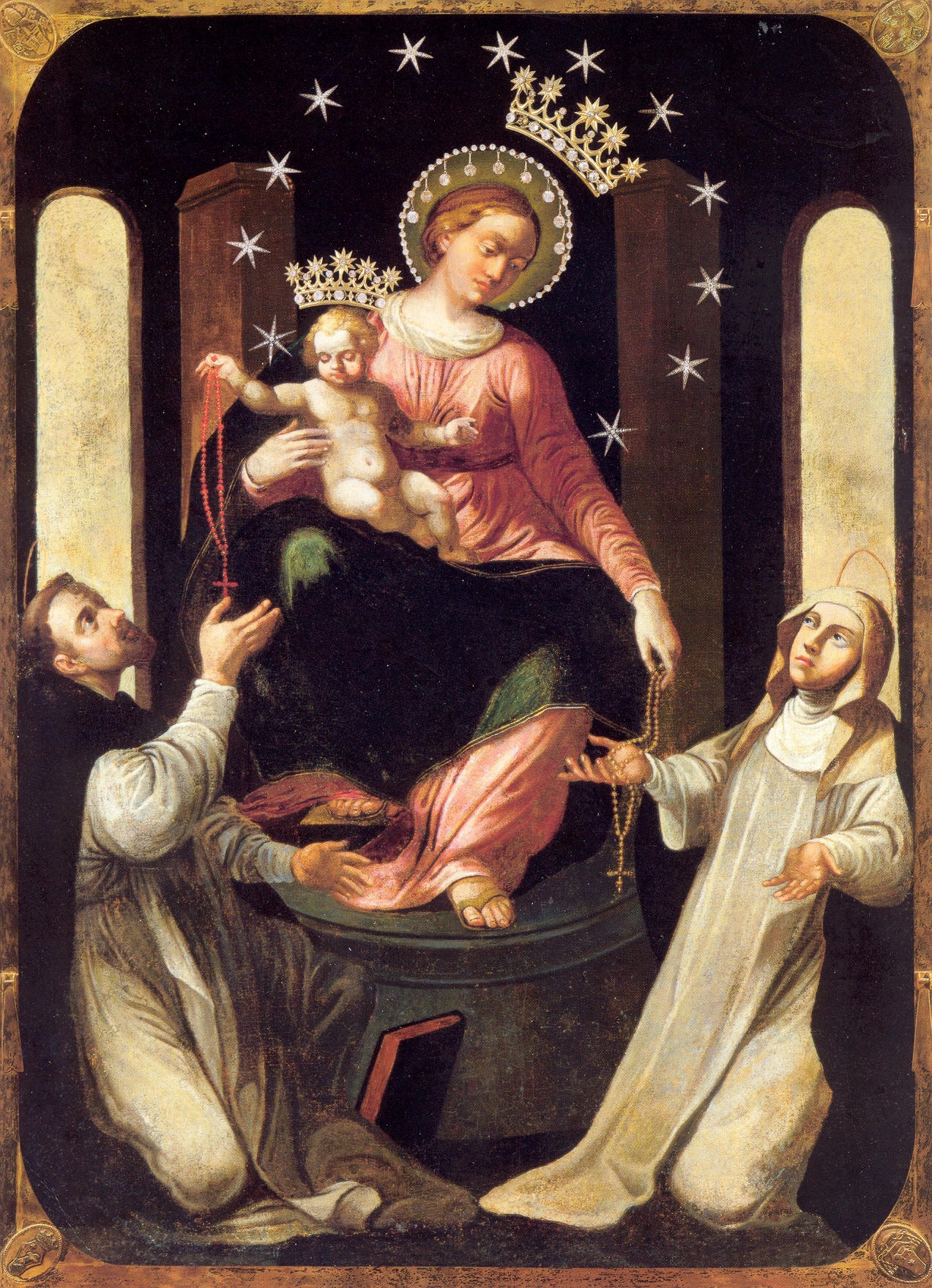
Beata Virgen del Rosario de Pompeya.

Según la historia, apareció en julio de 1200, a Domingo de Guzmán, en una capilla con un rosario en las manos, al cual le enseñó a rezar y le dijo que lo predicara entre los hombres. Además, le ofreció diferentes promesas referidas al rosario. El santo se lo enseñó a los soldados liderados por su amigo Simón IV de Montfort antes de la Batalla de Muret, cuya victoria se atribuyó a la Virgen María. Por ello, Montfort erigió la primera capilla dedicada a esta advocación.
En el siglo XV, la devoción al rosario había decaído. Alano de Rupe declaró que la Virgen se le apareció y le pidió que reviviera su devoción y que recogiera en un libro todos los milagros del rosario; le recordó además las promesas que siglos atrás había dado a santo Domingo.
En el siglo XVI, san Pío V instauró su conmemoración litúrgica el 7 de octubre, aniversario de la victoria en la Batalla de Lepanto, en la que las fuerzas cristianas derrotaron a los turcos que estaban invadiendo Europa (atribuida a la Virgen), denominándola Nuestra Señora de las Victorias; además, agregó a la letanía de la Virgen el título de «Auxilio de los Cristianos». Su sucesor, Gregorio XIII, cambió el nombre de su festividad al de Nuestra Señora del Rosario. La victoria en la batalla de Temesvar en 1716, atribuida por Clemente XI a su imagen, dio lugar a que el papa ordenara que su fiesta se celebrase por la Iglesia universal. León XIII, cuya devoción por esta advocación hizo que fuera llamado el Papa del Rosario, escribió nueve encíclicas referentes al rosario, y consagró el mes de octubre al rosario, incluyendo el título de «Reina de Santísimo Rosario» en la letanía de la Virgen.
Como advocaciones, tanto la Virgen de Lourdes en su aparición de 1858, como la de Fátima en 1917 pidieron a sus videntes que rezasen el rosario. Gran parte de los papas del siglo XX fueron muy devotos de esta advocación; Juan Pablo II manifestó en 1978 que el rosario era su oración preferida y el papa Francisco reconoció en 2016 que era la oración que acompañaba su vida.

## La Aparición
Viendo Santo Domingo que los crímenes de los hombres obstaculizaban la conversión de los albigenses, entró en un bosque y pasó en él tres días y tres noches en continua oración y penitencia. Un día, se le apareció la Santísima Virgen acompañada de tres princesas del cielo y le dijo:

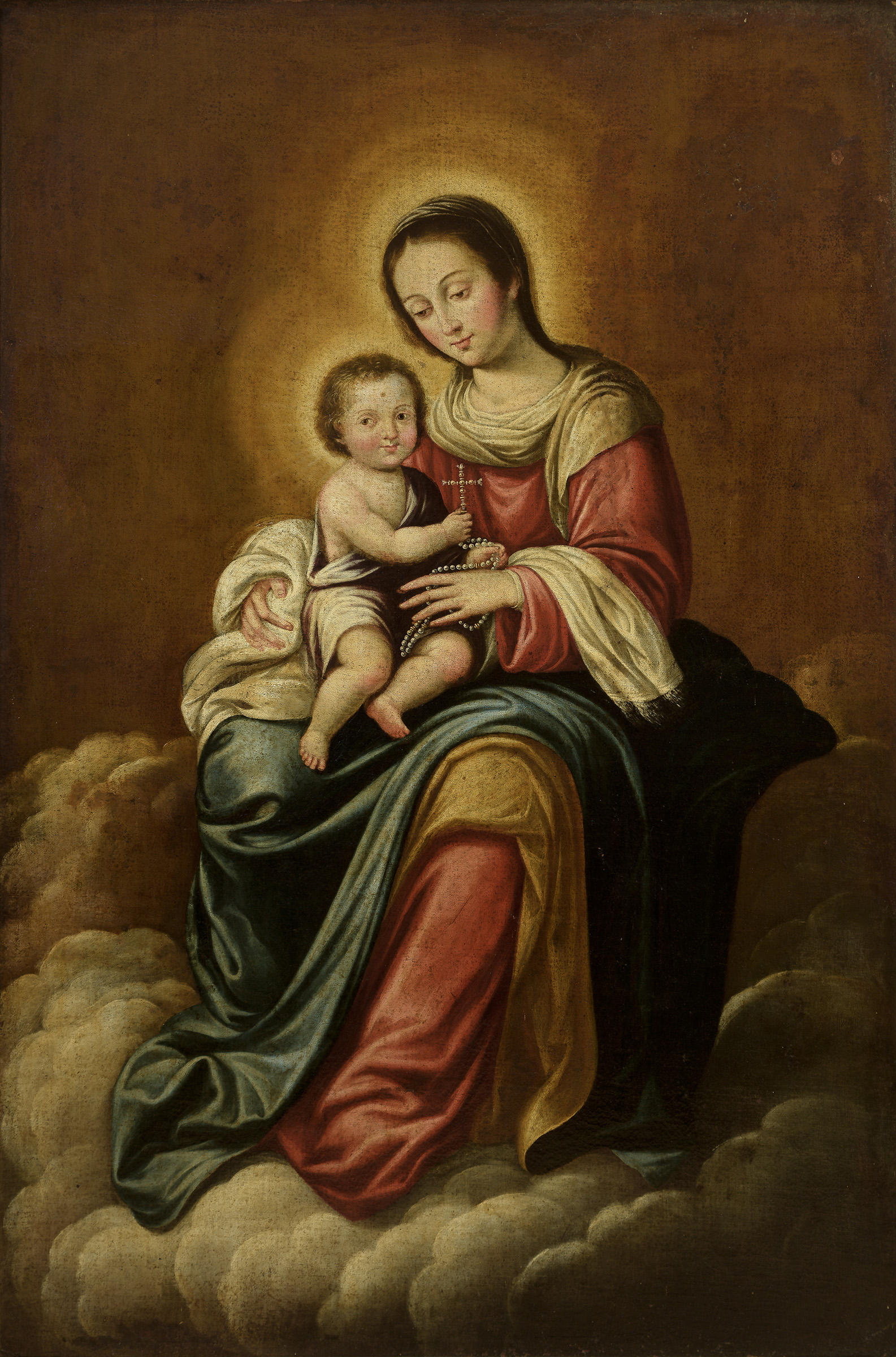
Nuestra Señora del Rosario, Por el artista español Juan del Castillo

- ¿Sabes tú, mi querido Domingo, de qué arma se ha servido la Santísima Trinidad para reformar el mundo?
- Oh, Señora — respondió él — vos lo sabéis mejor que yo, porque, después de vuestro Hijo Jesucristo, fuisteis el principal instrumento de nuestra salvación
Ella añadió:
- Pues sabes que la pieza principal de la batalla ha sido la salutación angélica, que es el fundamento del Nuevo Testamento. Por tanto si quieres ganar para Dios esos corazones endurecidos, reza mi salterio.
La Virgen reveló:
- Solo si la gente considera la vida, muerte y gloria de mi Hijo, unidas a la recitación del Avemaría, los enemigos podrán ser destruidos. Es el medio más poderoso para destruir la herejía, los vicios, motivar a la virtud, implorar la misericordia divina y alcanzar protección. Los fieles obtendrán muchas ganancias y encontrarán en mí a alguien siempre dispuesta y lista para ayudarles.
El Santo se levantó muy consolado y abrazado de celo por el bien de estos pueblos, entró en la Catedral y en ese momento sonaron las campanas (por intervención de los ángeles) para reunir a los habitantes. Al principio de la predicación se levantó una espantosa tormenta, la tierra tembló, el sol se nubló y los repetidos truenos y relámpagos hicieron estremecer y palidecer a los oyentes. El terror de estos aumentó cuando vieron que una imagen de la Santísima Virgen, expuesta en un lugar prominente, levantaba por tres veces los brazos al cielo para pedir a Dios venganza contra ellos si no se convertían y recurrían a la protección de la Santa Madre de Dios. Quería el cielo con estos prodigios promover esta nueva devoción del santo rosario y hacer que se la conociera más. La tormenta cesó al fin por las oraciones de Santo Domingo. Continuó su discurso y explicó con tanto fervor y entusiasmo la excelencia del Santo Rosario, que casi todos los moradores de Tolosa le abrazaron, renunciando a sus errores, viéndose en poco tiempo, un gran cambio en la vida y costumbres de la ciudad.

## Promesas del Santo Rosario
Cuando la devoción empezó a disminuir, la Virgen se apareció a Alan de la Roche y le dijo que reviviera dicha devoción mariana. La Virgen le dijo también que se necesitarían volúmenes inmensos para registrar todos los milagros logrados por medio del Santo Rosario y reiteró las promesas dadas a Santo Domingo referentes al rosario.
Promesas de Nuestra Señora, Reina del Santo Rosario, tomadas de los escritos del Beato Alan:
1. “A todos los que recen devotamente mi Rosario, prometo mi especial protección”.
2. “El que persevere en el rezo de mi Rosario recibirá gracias poderosísimas”.
3. “El Rosario es un arma poderosa contra el infierno: destruirá los vicios, librará del pecado y abatirá las herejías”.
4. “El Rosario hará florecer de nuevo las virtudes y las obras buenas, y obtendrá para las almas la más abundante misericordia de Dios”.
5. “El que confíe en mí rezando el Rosario no será oprimido por las adversidades”.
6. “Quien rece el Rosario meditando sus misterios no será castigado por la justicia de Dios: se convertirá si es pecador, crecerá en gracia si es justo y será hecho digno de la vida eterna”.
7. “Los devotos de mi Rosario, en la hora de la muerte, no morirán sin sacramentos”.
8. “Los que rezan mi Rosario encontrarán, durante la vida y en la hora de la muerte, la luz de Dios y la plenitud de sus gracias, y participarán de los méritos de los beatos en el paraíso”.
9. “Cada día libraré del purgatorio a las almas devotas de mi Rosario”.
10. “Los verdaderos hijos de mi Rosario gozarán de una gran gloria en el cielo”.
11. “Todo lo que se pida mediante el Rosario será obtenido”.
12. “Los que propaguen mi Rosario serán socorridos por mí en cada una de sus necesidades”.
13. “He obtenido de mi Hijo que todos los devotos del Rosario tengan como hermanos en la vida y en la hora de la muerte a los santos del cielo”.
14. “Los que reciten mi Rosario fielmente serán todos hijos míos amadísimos, hermanos y hermanas de Jesús”.
15. "La devoción a mi Santo Rosario es un gran signo de predestinación".

Luego de muchos años, en 1917, se apareció Nuestra Señora del Rosario en la Cova da Iria, en un pueblo llamado Fátima, a tres pastorcitos. La humilde señora se apareció en muchas oportunidades, pidiendo oración, y reparación por los pecados a Dios y a su Hijo Jesús. Hizo unas 20 promesas a los que portaran el rosario de forma física con mucha fe y devoción (llevándolo en el cuello, cintura o en forma de anillo o brazalete).
1- A todos los que lleven piadosamente el Rosario, los llevaré hasta Mi Hijo.
2- A todos los que lleven piadosamente el Rosario, los ayudaré en sus empresas.
3- Todos los que lleven piadosamente el Rosario, aprenderán a amar la Palabra y la Palabra los hará libres. Ya no serán esclavos.
4- Todos los que lleven piadosamente el Rosario, amarán a Mi Hijo más y más.
5- Todos los que lleven piadosamente el Rosario, tendrán un conocimiento más profundo de Mi Hijo en sus vidas diarias.
6- Todos los que lleven piadosamente el Rosario, tendrán un deseo profundo de vestir con decencia para no perder la Virtud de la modestia.
7- Todos los que lleven piadosamente el Rosario, crecerán en la virtud de la castidad.

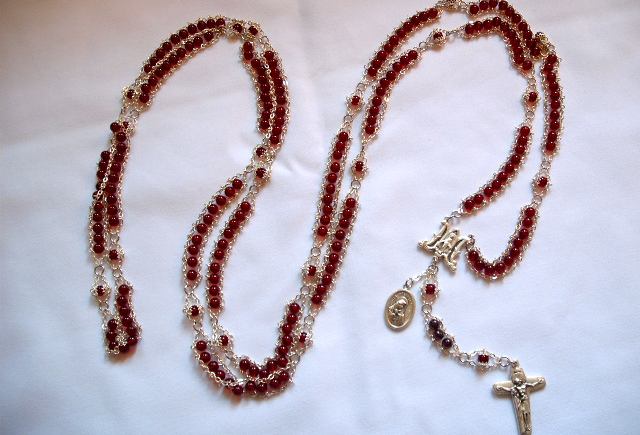
El Rosario completo cuenta con 20 misterios, que son los 5 misterios de cada día reunidos uno cuenta por cuenta, se suele llevar este tipo de rosario en la cintura, o en las estatuas dedicadas a María del Rosario.

8-Todos los que lleven piadosamente el Rosario, tendrán una conciencia más profunda de sus pecados y tratarán sinceramente de enmendar sus vidas.
9- Todos los que lleven piadosamente el Rosario, tendrán un profundo deseo de difundir el mensaje de Fátima.
10- Sobre todos que lleven piadosamente el Rosario, derramaré las gracias de las que soy medianera.
11- Todos que lleven piadosamente el Rosario, serán llenados de un profundo deseo de rezarlo y meditar sobre los misterios.
12- Todos los que lleven piadosamente el Rosario, tendrán paz en sus vidas diarias.
13-Todos los que lleven piadosamente el Rosario, serán reconfortados en momentos de tristeza.
14- A todos los que lleven piadosamente el Rosario, se les concederá el poder de tomar decisiones sabias a través del Espíritu Santo.
15- A todos los que lleven piadosamente el Rosario, los llenaré de un profundo deseo de llevar el Escapulario del Monte Carmelo.
16- Todos los que lleven piadosamente el Rosario, venerarán Mi Inmaculado Corazón y el sagrado Corazón de Mi Hijo Jesús.
17- Todos los que lleven piadosamente el Rosario, no tomarán el nombre de Dios en vano.
18- Todos los que lleven piadosamente el Rosario, tendrán una profunda compasión por Cristo crucificado y crecerán en su amor por Él.
19- Muchos de los que lleven piadosamente el Rosario, serán sanados de enfermedades físicas, mentales y emocionales; así que llevadlo a los enfermos y moribundos.
20- Las familias que lleven piadosamente el Rosario, tendrán paz en sus hogares.

### Tradiciones de la Fiesta Patronal de la Virgen del Rosario
- Procesiones: Las procesiones son una parte central de la celebración, donde se lleva la imagen de la Virgen del Rosario en un recorrido por las calles del pueblo o la ciudad. Los fieles suelen acompañar la procesión rezando el rosario y cantando himnos religiosos.
- Misas y servicios religiosos: Se celebran misas especiales en honor a la Virgen del Rosario durante la festividad. Estas misas pueden incluir sermones dedicados a la importancia de la Virgen María en la fe católica y en la vida de los fieles.
- Decoración de altares y capillas: Muchas personas decoran altares y capillas dedicadas a la Virgen del Rosario con flores, velas y otros adornos religiosos como parte de la preparación para la festividad.
- Ofrendas y devociones: Los fieles suelen hacer ofrendas a la Virgen del Rosario como muestra de devoción y agradecimiento por su intercesión. Estas ofrendas pueden incluir flores, velas, oraciones escritas y otras formas de expresión de fe.
- Actividades sociales y culturales: Además de las prácticas religiosas, la festividad puede incluir actividades sociales y culturales, como ferias, conciertos, bailes folclóricos y eventos deportivos, que reúnen a la comunidad en un ambiente de alegría y celebración.

- Decoración de mantillas: En vísperas del 7 de octubre, las madres y sus hijas se reúnen para decorar mantillas con imágenes de la Virgen del Rosario, en honor a su fiesta patronal. Es una tradición que pasa de generación en generación, donde la devoción y el arte se entrelazan en un acto de fe y amor filial.

## Patronazgo
La Virgen del Rosario es patrona de diversas entidades, así como de multitud de ciudades y localidades repartidas por todo el mundo.
La Virgen del Rosario llega al Perú, tras la fundación de la ciudad de Lima el 18 de enero de 1535 por Francisco Pizarro; la primera imagen es donada por el Rey Carlos V; en 1643 el Virrey Pedro de Toledo y Leiva la nombra “Patrona y Protectora del Reino del Perú”. En 1671 es sacada en procesión por primera vez como agradecimiento del Virrey, en la victoria en Panamá contra los ingleses y poco a poco se fue acrecentando la devoción a través del todo el Perú, incluso es a ella a quienes acuden en protección de los terremotos que acontecieron en la época. El 2 de octubre de 1927, la imagen de Nuestra Señora del Rosario fue coronada en la Catedral de Lima, capital del Perú. Según señalan distintos historiadores, quien realizó la coronación fue el entonces Arzobispo de Lima, Mons. Emilio Lissón y Chávez, en presencia del presidente del Perú, Augusto B. Leguía, y los demás obispos del país.
Desde el 10 de febrero de 2009, es patrona de la Unidad Militar de Emergencias (UME), cuerpo creado el 7 de octubre de 2005 en coincidencia con la festividad de Nuestra Señora del Rosario.
En Guatemala, la imagen de la Virgen del Rosario del Templo de Santo Domingo, que posee cuatro siglos de historia, fue declarada en 1651 "Reina y Patrona de la Ciudad de Santiago de Guatemala y Abogada contra los terremotos". En 1843, en desagravio por los ultrajes padecidos en tiempos de Francisco Morazán, fue nombrada en sentido honorífico, "Patrona de Armas del Estado". En 1934, recibió la corona pontificia con el título de "Patrona de la Ciudad de Guatemala". El Alcalde Óscar Berger la nombró "Alcaldesa Perpetua" en 1992. Estos datos resultan curiosos, dado que la capital guatemalteca tiene muchos patronos, pues la misma urbe lleva el nombre de la Asunción.
En el caso de El Salvador, la devoción a la Virgen del Rosario y el rezo de la oración está ampliamente difundido desde la época colonial. Prueba de ello son las varias localidades salvadoreñas que, o bien llevan por nombre de El Rosario o tienen como patrona a la Virgen del Rosario. De hecho, la Arquidiócesis de San Salvador y las Fuerzas Armadas de El Salvador tienen como patrona a la Virgen del Rosario. Ciertamente, la iglesia donde otrora estuvo la parroquia central de San Salvador y primera catedral de El Salvador, al costado oriente de la Plaza Libertad, está dedicada a la Virgen del Rosario y lleva por nombre Parroquia Nuestra Señora del Rosario y es administrada por los frailes dominicos desde la década de 1870.
Estos hechos han llegado a sembrar pequeñas dudas, sobre todo entre los historiadores, respecto al patronazgo de la ciudad de San Salvador y El Salvador mismo, inclusive. Algunos historiadores refieren que la Virgen del Rosario gozaba de gran devoción en San Salvador desde el siglo XVI. Sin embargo, otros historiadores también constatan que el Santísimo Salvador gozó de una profunda devoción en la ciudad desde, por lo menos, el siglo XVIII. Antes de eso, también se tiene constancia de festividades cada 5 de agosto en los siglos anteriores, fecha de la víspera de la celebración del Divino Salvador. Jorge de Viteri y Ungo, el primer obispo de El Salvador, en 1843, declaró a la Virgen del Rosario copatrona de la ciudad de San Salvador, patrona de la, en ese entonces, Diócesis de El Salvador y copatrona de El Salvador, junto al Salvador del Mundo. No obstante, la fe popular confirma más la devoción por este último, tanto en la ciudad capital de El Salvador, San Salvador, como, en general, en todo el país; llegando a ser incluso un elemento identitario para la sociedad salvadoreña.
La Virgen del Rosario perdió el patronazgo de El Salvador y la provincia eclesiástica salvadoreña frente a la Virgen de la Paz, la cual goza de gran devoción en la ciudad de San Miguel, ciudad de gran importancia en El Salvador después de la capital, y, en general, en toda la región oriental salvadoreña. Hoy por hoy, la Virgen del Rosario cuenta con el patronazgo de la Arquidiócesis de San Salvador, como se dijo antes, y un patronazgo compartido con el Santísimo Salvador del Mundo en la ciudad capital, y aunque su culto resulta menor que el rendido por la feligresía sansalvadoreña respecto al Divino Salvador, no por eso puede afirmarse que la devoción capitalina a Nuestra Señora del Rosario sea despreciable.

### Lista de patronazgos de la Virgen del Rosario
- Patrona y Protectora del Reino del Perú
- Patrona y Alcaldesa Perpetua de Lanjarón(Granada)

| - Patrona de Coeneo (Michoacán), México. - Patrona de Alcázar de San Juan (Ciudad Real), España. - Patrona de Isla Cristina (Huelva), España. - Patrona de Burguillos (Sevilla), España. - Patrona de Brenes (Sevilla), España. - Patrona de Castiliscar (Zaragoza), Aragón - Patrona de Restábal (Granada), España. - Patrona de Saleres (Granada), España. - Patrona de Melegís (Granada), España. - Patrona del municipio de El Valle (Granada), España. - Patrona de La Unión (España), España. - Patrona de El Hatillo, Estado Miranda, parte del Distrito Capital (Venezuela) - Patrona de la Villa del Rosario, Estado Zulia Venezuela - Patrona de Cabimas, Estado Zulia Venezuela - Patrona de Sabana de Parra, estado Yaracuy, Venezuela - Patrona de Villanueva del Rosario, Provincia Málaga España - Patrona de Fuengirola, Provincia Málaga España - Patrona de la Ciudad de Carora Estado Lara Venezuela - Patrona de la ciudad de Roquetas de Mar (Almería) -España - Patrona de Montearagón (Toledo) - España - Patrona de Marchena (Sevilla) - España - Patrona de Atajate (Málaga) - España - Patrona de Torrejón de Ardoz - España - Patrona de Nafría de Ucero - España - Patrona de Torres de la Alameda - España - Patrona de Alcázar de San Juan - España - Patrona de Salobreña - España - Patrona de la ciudad de Guasave, Sinaloa, México. - Patrona de Sauzal, Maule, Chile - Patrona de Rosario - Argentina - Patrona de la Arquidiócesis de San Salvador - El Salvador (no confundir con patrona de la ciudad de San Salvador o la república, que es el Salvador del Mundo) - Patrona de Soyapango - El Salvador (municipio del área metropolitana de San Salvador) - Patrona de la Fuerza Armada de El Salvador - Patrona de El Rosario, departamento de Cuscatlán - El Salvador - Copatrona de la Ciudad de Santa Ana y Diócesis de Santa Ana Departamento de Santa Ana El Salvador - Patrona de Fuente Vaqueros (Granada) - España - Patrona de Fuentes de Andalucía (Sevilla) - España - Patrona de Hellín - España - Patrona de Pozohondo (Albacete) - España - Patrona de Alvarado, Veracruz - México - Patrona de Llera de Canales, México - Patrona de Tacna - Cajabamba - Lima y Distrito de Chorrillos - Perú - Patrona de Jauja (Junín), Perú - Patrona de Caapucú- Paraguay - Patrona de Luque - Paraguay - Patrona de Luque (España) - Patrona de Pirayu - Paraguay - Patrona de Villeta - Paraguay - Patrona de Coronel Oviedo - Paraguay - Patrona de Cádiz - España - Compatrona de la ciudad de Granada - España - Patrona de Isla Cristina - España - Patrona de Río Tinto - España - Patrona de Cartaya - España - Patrona de Rota (Cádiz) - España - Patrona de La Coruña - España - Patrona de Huerta del Valdecarábanos (Toledo) - España - Patrona de Dosbarrios (Toledo) - España - Patrona de Casarabonela - España | - Patrona de Villarreal de Huerva - España - Patrona del Campo Romanos - España - Patrona de la Unidad Militar de Emergencias - España - Patrona de Paraná - Argentina - Patrona de Suipacha - Argentina - Patrona de Alberti - Argentina - Patrona de los Llanos Riojanos, La Rioja, Argentina (Virgen del Rosario de Polco, Chamical) - Patrona la Ciudad de Guatemala y Alcaldesa Perpetua de la Ciudad de Guatemala. - Patrona de la Ciudad de Quetzaltenango - Guatemala - Patrona de la Dajabon - República Dominicana - Patrona de Granadilla de Abona - Tenerife - España - Patrona de Queniquea - Venezuela - Patrona de Zalla - España - Patrona de Novillas - España - Patrona de Santiago del Teide - Tenerife - España - Patrona de Masamagrell - España - Patrona de Huamanga - Ayacucho - Perú - Patrona de Gaira - Santa Marta - Colombia - Patrona de La Comunidad de Xecoxo Nebaj - Quiché - Guatemala - Patrona de La Comunidad de Monte De Oro - Veracruz - México - Patrona de Arona - Tenerife - España - Patrona de El Rosario - Tenerife - España - Patrona de Barlovento - La Palma - España - Patrona de Roquetas de Mar (Almería) - Andalucía - España - Patrona de Suesca - Colombia. La capilla de Nuestra Señora del Rosario, edificada en homenaje a la patrona del municipio, fue declarada monumento nacional de Colombia por su valor histórico. - Patrona de Benejúzar y de Rafal - Alicante - España- Comunidad Valenciana - Virgen Morenica del Rosario, reina del Azuay - Ecuador - Nuestra señora Virgen del Rosario de Agua Santa - Baños - Ecuador - Nuestra Señora Virgen del Rosario, patrona de Nabon - Ecuador. - Nuestra Señora del Rosario - Zapotlanejo - Jalisco - México - Nuestra Señora del Rosario - El Rosario - Sinaloa - México - Nuestra Señora del Rosario - Trescasas - Castilla y León - España - Nuestra Señora del Rosario - El Casar de Talavera - Castilla-La Mancha - España - Patrona del Barrio de San Marcos De Sevilla (España) - Patrona de Bullas (Murcia) - España - Patrona de Soto del Real (Madrid) - España - Patrona de Sedavi (Valencia) - España - Patrona de Fuente Álamo de Murcia - España - Patrona de Torre-Pacheco (Murcia) - España - Patrona de Alhama de Murcia - España - Patrona de Las Pajanosas - España - Patrona de Puerto Lumbreras (Murcia) - España - Patrona de Santomera (Murcia) - Patrona de Caimancito Venezuela Edo Sucre protege a todos los pescadores del pueblo caimanero y otros pueblitos. - Patrona de Rosario de la Frontera - Salta- Argentina - Patrona de-Belmira-Colombia - Patrona de-Los Barrios-España - Patrona de Cuevas de Reyllo (Murcia) - España - Patrona del municipio de Villa del Rosario - Colombia - Patrona del municipio de Santiponce - Sevilla, España |

- Patrona de Martín de la Jara, Villanueva de San Juan, El Saucejo, Sevilla. España
- Patrona de Zuata, Estado Aragua. Venezuela.
- Patrona de Cumuripa, Sonora, México.
- Patrona de Talpa de Allende, Jalisco, México.
- Patrona de El Espinal, Panamá.
- Patrona de Holguín. Cuba.
- Patrona de Villa de Alcuéscar. España.
- Patrona de Huertas de Ánimas. España.
- Patrona del Iles, Colombia.
- Patrona de Valledupar, Colombia.
- Patrona de El Espinal, Oaxaca. México.
- Patrona de El Salado. Colombia.
- Patrona de Pueblo Nuevo del Bullaque. España.
- Patrona de Porzuna. España.
- Patrona de Puerto del Rosario (Las Palmas). España.
- Patrona de Zuata, en La Victoria, Aragua. Venezuela.
- Patrona de Chucuito, Ciudad de Las Cajas Reales. Perú.
- Patrona de Arenal (Ursulo Galván), Veracruz. México.